# Cronenberg (Renânia-Palatinado)
Cronenberg é um município da Alemanha localizado no distrito de Kusel, estado da Renânia-Palatinado.
Pertence ao Verbandsgemeinde de Lauterecken.